# Diego Olivera
Diego Olivera  (Buenos Aires, Argentína, 1968. február 7. –) argentin színész.

## Élete
Diego Olivera 1968. február 7-én született Buenos Airesben. 2004-ben a Csacska angyal című telenovellában szerepelt. 2010-ben a Televisához szerződött, ahol A szerelem diadala című telenovellában kapott szerepet.
Felesége Mónica Ayos színésznő, akitől egy lánya született.

## Filmográfia

### Telenovellák
- En tierras salvajes (2017) .... Anibal Otero
- Mujeres de negro (2016) ....  Patricio Bernal
- Corazón que miente (2016) .... Leonardo del Río Solorzano
- Veronica aranya (Lo imperdonable) (2015) .... Jerónimo
- Hasta el fin del mundo (2014) .... Armando Romero
- Mentir para vivir (2013) .... José Luis Falcón / Sandro Carvajal / Francisco Castro
- Amorcito corazón (2011-2012) .... Fernando Lobo Carvajal
- A szerelem diadala (Triunfo del amor) (2010-2011) .... Padre Juan Pablo Itúrbide
- Alguien que me quiera (2010) .... Bautista
- Herencia de amor (2009-2010) .... Lautaro Ledesma
- Vivir por ti (2008) .... Juan Carlos
- Montecristo (2006-2007) .... Santiago Díaz Herrera
- Amarte así (2005) .... Gregorio Balbuena
- Se dice amor (2005) .... José Luis "El Puma" Gutiérrez
- Csacska angyal (Floricienta) (2004)
- The Philip
- La Feve Petite
- Piel naranja años después (2004)
- Dr. Amor (2003)
- Un Millón
- Ricos y famosos (1997)
- Alta comedia
- 90 60 90 Modelos (1996)
- Zíngara (1996) ....Francisco "Pancho"
- Mi cuñado (1995)
- Montaña Rusa (1994).... Darío

### Filmek
- Los guantes mágicos
- Ningún amor es perfecto